# 앤시스

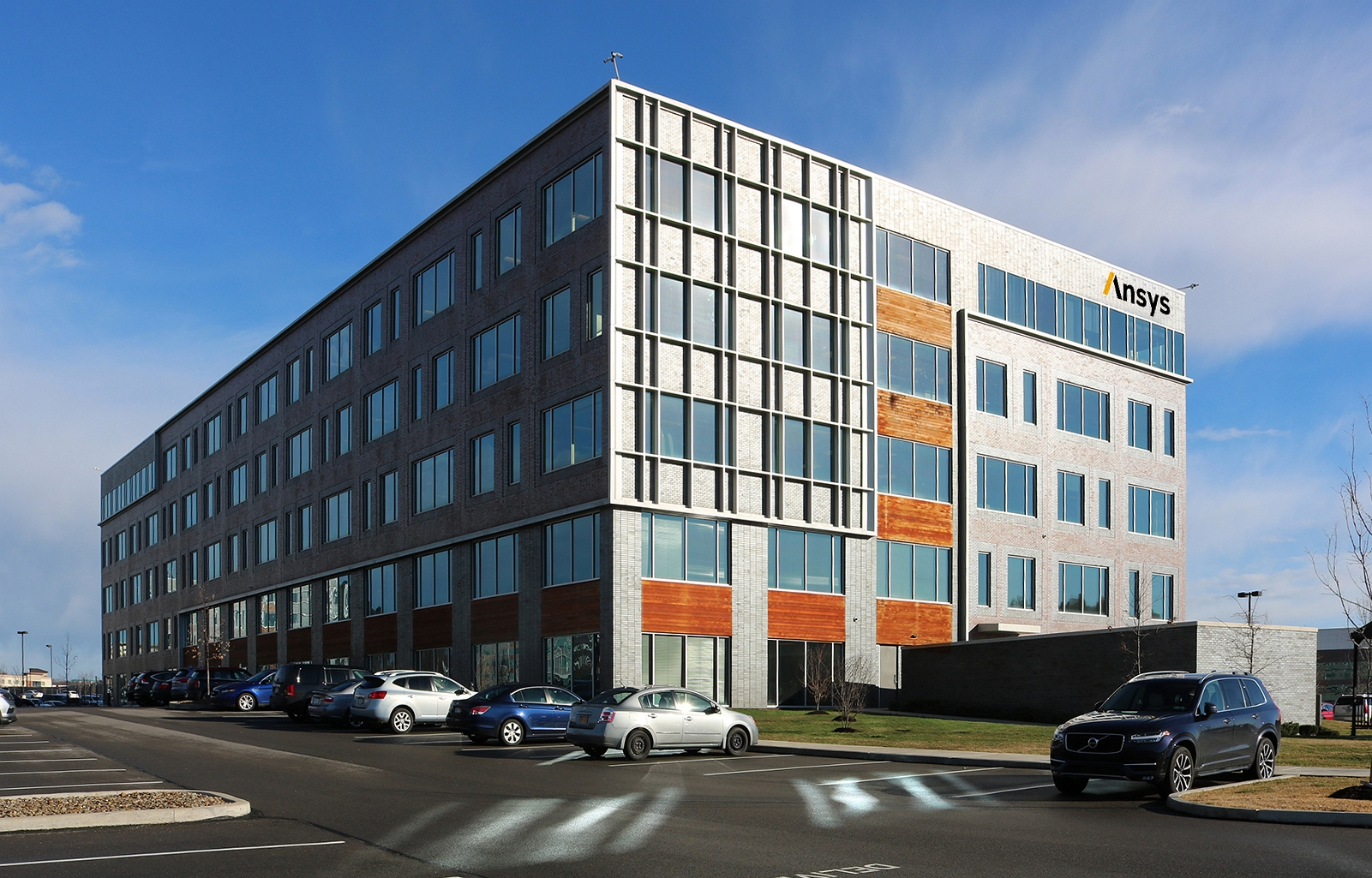

앤시스(Ansys)는 미국 펜실베이니아주 캐넌스버그에 위치한 미국의 기업이다. 제품 디자인, 테스트, 운영을 위한 CAE(컴퓨터 이용 공학)/다중물리학 공학 시뮬레이션 소프트웨어를 개발하고 마케팅하며, 전 세계 고객들에게 제품과 서비스를 제공한다.
앤시스는 존 스웬슨에 의해 1970년 설립되었다. 앤시스는 1996년에 나스닥에 상장되었다. 2000년대에 이 기업은 기타 수많은 공학 디자인 기업들을 인수하면서 유체역학, 일렉트로닉스 디자인, 물리학적 분석을 위한 추가 기술을 획득했다. 앤시스는 2019년 12월 23일 NASDAQ-100 지수의 일부가 되었다.